# 迪皮尤 (紐約州)
迪皮尤（英語：Depew）是位於美國紐約州伊利縣的村。

## 人口
根據2020年美國人口普查的數據，迪皮尤的面積為13.15平方千米，皆為陸地。當地共有人口15178人，而人口密度為每平方千米1,154人。